# Junggeselle im Paradies
Junggeselle im Paradies (Originaltitel Bachelor in Paradise) ist eine US-amerikanische Filmkomödie von Jack Arnold aus dem Jahr 1961 nach einer Erzählung von Vera Caspary. Bob Hope und Lana Turner sind in den Hauptrollen besetzt.

## Handlung
Adam Niles ist Schriftsteller und schreibt über die sexuellen Praktiken anderer Gegenden. Durch die Unehrlichkeit eines Personalmanagers gerät er in den Verdacht der Steuerhinterziehung und darf den Bundesstaat nicht verlassen. Adam legt sich ein Pseudonym zu und zieht nach Paradise Village, einen Wohnkomplex in Kalifornien. Heimlich beginnt er ein Buch über das Leben der Amerikaner zu schreiben.
Als einziger Junggeselle der Gemeinde gewinnt er schnell die Aufmerksamkeit der zumeist gelangweilten Hausfrauen. Die Verwalterin Rosemary Howard beäugt ihn skeptisch. Adam organisiert eine Diskussionsrunde, in der er den Frauen Ratschläge erteilt, wie sie ihr Liebesleben mit neuer Romantik füllen könnten. Die eifersüchtigen Ehemänner wollen, dass er hinausgeworfen wird, doch Rosemary, mittlerweile auf Adams Seite, wird seine Sekretärin und steht ihm zur Seite.
Adams Steuerprobleme sind gelöst, doch wird seine wahre Identität enthüllt und er gleich in drei Scheidungsverfahren als Scheidungsgrund angezeigt. Mit Rosemarys Hilfe wird Richterin Peterson von Adams Unschuld überzeugt. Die drei Frauen kehren zu ihren Ehemännern zurück, und Adam schließt Rosemary in die Arme.

## Produktion

### Hintergrund
Der Film war nach einer fünfjährigen Pause, in der Lana Turner für andere Studios gearbeitet hatte, der erste, den sie wieder für MGM drehte. Im Soundtrack des Films erklingen die Titel Bachelor in Paradise, Musik Henry Mancini, Text Mack David, Alone, Musik Nacio Herb Brown sowie Invitation mit der Musik von Bronisław Kaper. 
Bei der Oscarverleihung wurde der nominierte Filmsong von der schwedischen Schauspielerin Ann-Margret vorgetragen, die bis dahin nur ein Mal vor der Kamera gestanden hatte. Die Darbietung machte sie bekannt und ebnete ihren Weg in Hollywood.

### Veröffentlichung
Der Film hatte in den Vereinigten Staaten am 1. November 1961 Premiere. In Schweden und Finnland wurde er im Dezember 1961 veröffentlicht. Im Jahr 1962 erfolgte eine Veröffentlichung in folgenden Ländern: Argentinien, Mexiko, Frankreich, Spanien (Madrid und Barcelona), 1963 in Dänemark und 1965 in der Türkei. 
In der Bundesrepublik Deutschland kam der Film am 30. März 1962 in den Kinos. Veröffentlicht wurde er zudem in Australien, Brasilien, Kanada, Griechenland, Ungarn, Italien, Neuseeland, Norwegen, Polen, Portugal, Rumänien, in der Sowjetunion und im Vereinigten Königreich.

## Rezeption

### Kritik
Das Lexikon des internationalen Films beschreibt den Film als eine „sehr ökonomisch inszenierte Komödie, mit einer hübschen Prise Selbstironie gewürzt.“
Die Filmzeitschrift Cinema schrieb, Bob Hope sei „als Gockel charmant.“
A. H. Weiler von der New York Times befand, der angenehm farbige Film sei zwar nicht himmlisch komisch, sein sanfter Humor und die Scherze könnten den Zuschauer aber ziemlich zufriedenstellen.
Dennis Schwartz sprach auf seiner Seite von einer banalen Sexkomödie mit Bob Hope. Die Handlung sei vorhersehbar und abgedroschen, also ein typisches Bob-Hope-Gefährt. All die humorvollen romantischen Situationen im Schlafzimmer, die für Old Ski Nose ausgegraben wurden, scheinen unüberlegt, stellte Schwartz fest. Bob-Hope-Fan könnten eventuell erfreut sein, dass dessen bekannter leichtfertiger Vortragsstil immer noch intakt sei und es viele seiner Grundeinzeiler gebe, auf die man zurückgreifen könne. Für die anderen könne dieser uninspirierte Kinsey-Bericht einer Geschichte zu oberflächlich erscheinen, um sich auf die eine oder andere Weise damit auseinanderzusetzen.

### Auszeichnungen
Bei der Oscarverleihung 1962 war der Titelsong Bachelor in Paradise, komponiert von Henry Mancini und getextet von Mack David, in der Kategorie „Bester Song“ für den Oscar nominiert. Bei der Verleihung des Laurel Award kam das Lied auf Platz 3. Als Top Comedy belegte der Film Platz 2, während Bob Hope für seine Top Male Comedy Performance den Golden Laurel gewinnen konnte.
Bob Hope war zudem für den Golden Globe als bester Hauptdarsteller einer Komödie nominiert.